# Cuoco

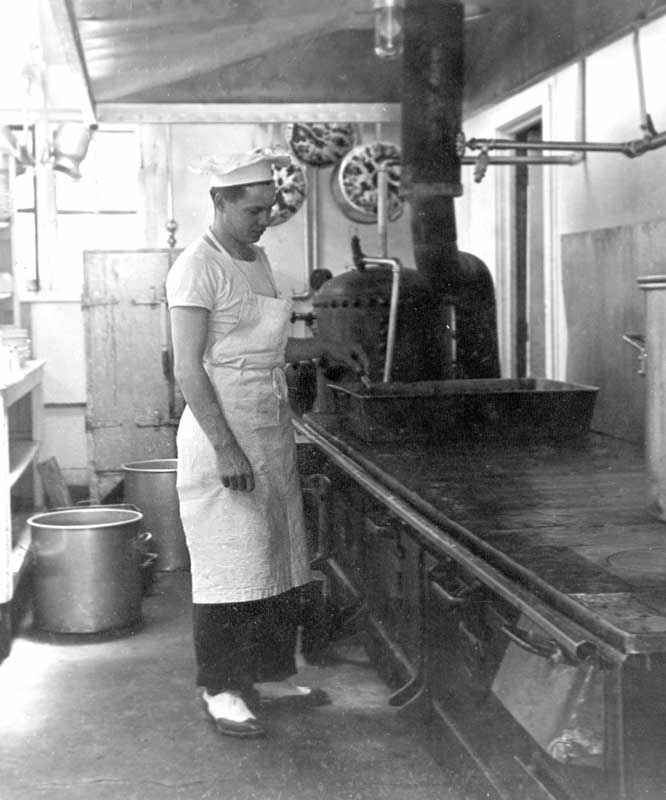
Un cuoco

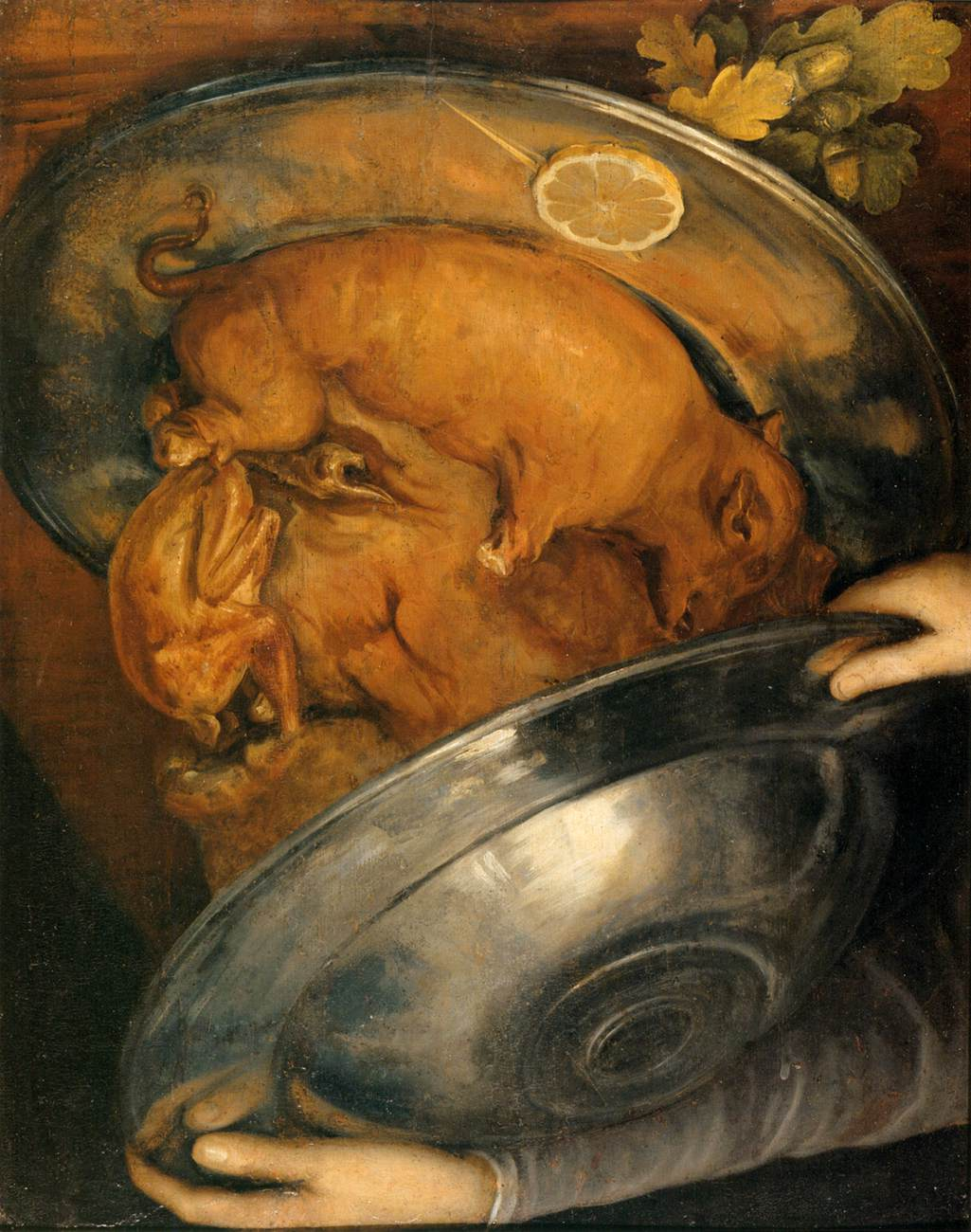
Giuseppe Arcimboldo, Il cuoco, 1570

Un cuoco è una persona addetta alla preparazione e cottura dei cibi. Nell'ambito della ristorazione indica un esperto del settore alimentare che lavora nelle cucine di pubblici esercizi (ristoranti, tavole calde e fredde), navi alberghi o altre aziende di banqueting, o ristorazione collettiva organizzata (mense di aziende, scuole e ospedali) organizzando gli ambienti e cucinando le pietanze da servire alla clientela.
Si tratta di un mestiere dalla gavetta lunga, con turni di lavoro molto lunghi e orari spesso estenuanti.
Il termine "cuoco", identificando la professione, si distingue in genere dal termine "chef" per il fatto che quest'ultimo si riferisce invece al capocuoco di ristoranti famosi o grandi alberghi. Questo mestiere è entrato in auge per l'opera dei capicuoco impegnati alle corti dei sovrani europei a partire dal settecento, ed è maggiormente stimato in quanto collegato alla figura dell'artista.

## Storia
Nel 776 a.C. Corebo di Elide, che vinse i Giochi olimpici antichi, era un cuoco.
Secondo gli storici moderni, nell'antica Siracusa nacque la prima scuola professionale di cucina.
Nel Medioevo della Francia settentrionale (intorno al IX-XV secolo), fare il cuoco era una professione nota nella comunità. In un certo senso, i cuochi erano riconosciuti come artigiani qualificati. Taillevent ha scritto in Le Viandier (una raccolta di ricette classiche nella Francia medievale) di aver seguito diversi livelli di formazione come apprendista e operaio prima di acquisire il grado di master.
Georges Auguste Escoffier (1846-1935) descrisse il cuoco della Brigade De Cuisine come il Cuisinier. Aiutavano i livelli più alti della gerarchia, come gli chef, e preparavano piatti specifici.

### Cina Ming
Durante la dinastia Ming (1368-1644), la professione di cuoco era quella che serviva, per la maggior parte, alle alte sfere della società, servendo mercanti, funzionari e proprietari terrieri. Lo sviluppo del mondo culinario in Cina durante la dinastia Ming, a causa delle nuove colture del "Nuovo Mondo", come mais, patate e peperoncini, ha creato un ambiente che ha portato a cibi nuovi e di qualità accessibili a più persone nella Cina dominata dai Ming. La nuova varietà di cibi offerti ai cuochi ha persino portato a vari manuali di istruzioni e libri di ricette sulla preparazione degli alimenti.

#### Lavoro di cucina
I cuochi che preparavano e cucinavano il cibo per gli appartenenti alla popolazione cinese che erano nelle alte sfere della società e quindi potevano permetterselo, operavano attraverso locande, ristoranti e persino vagando per le strade come venditori ambulanti, offrendo così ai clienti una varietà di opzioni. Tuttavia, nonostante la crescente varietà di cibi e venditori di cibo nella Cina Ming, i servizi della maggior parte dei cuochi professionisti erano riservati alla classe d'élite. La Corte fu un grande datrice di lavoro per cuochi a servizio di tutta la dinastia Ming, con oltre 9.000 cuochi impiegati nel XV secolo. Oltre a cucinare il cibo, la corte impiegava anche circa 1.800 cuochi per preparare sacrifici e offerte per i rituali, circa 200.000 animali venivano sacrificati ogni anno, tra cui grandi quantità di oche, maiali e pecore. I cuochi fornivano pasti anche a mercanti e proprietari terrieri, ma non erano impiegati allo stesso ritmo elevato dei cuochi impiegati dalla corte. I commercianti e i proprietari terrieri che potevano permettersi il lusso di un cibo cucinato personalmente da uno chef professionista potevano solitamente aspettarsi una cucina di grande qualità e persino tipi di cottura estremamente laboriosi, ad esempio la cottura degli animali da forno. Questa esclusività dei cuochi per ricchi associava la professione e il lavoro all'avidità e alla gola delle classi d'élite, quindi, spesso la preparazione privata del cibo da parte dei cuochi era collegata al male o alla malvagità.

#### Stato dei cuochi
Nonostante la natura esclusiva del lavoro dei cuochi e il livello di status di coloro per cui preparavano il cibo, l'occupazione del cuoco durante i tempi dei Ming non era una professione molto ambita a causa della quantità di uccisioni di animali necessarie per svolgere quel lavoro. Il karma negativo associato all'uccisione degli esseri viventi senzienti, e quindi all'uso di questo come mezzo per guadagnarsi da vivere, rendeva la professione di cuoco come un lavoro "da evitare". La natura del lavoro di un cuoco e i valori religiosi del taoismo e del buddismo si scontrano pesantemente, rafforzando questa idea di un cuoco come un'occupazione non desiderabile. Inoltre, i cuochi erano noti per richiedere il passaggio sicuro dei loro animali macellati nella Terra Pura attraverso Amitabha. Nonostante i vari aspetti negativi associati alla professione di cuoco nella Cina Ming, c'erano alcuni aspetti positivi: essere un cuoco richiedeva un certo livello di abilità e una messa a punto di abilità e finezza, qualità che a loro volta hanno contribuito a far guadagnare alla professione rispetto e onore.

#### Ricettari
I cuochi della Cina Ming potevano imparare il loro mestiere attraverso la moltitudine di libri di ricette e guide erboristiche pubblicate in quel periodo. Questi libri e guide sono stati pubblicati per promuovere la salute individuale e trattavano principalmente i benefici per la salute degli alimenti e dello yangsheng (养生), che significa "nutrire la vita". Un esempio di uno di questi Ricettari è intitolato Old Glutton's Collection (Laotao ji老饕集), scritto da Zhang Dai. Egli non solo ha fornito ricette per la formazione di cuochi, ma ha anche scritto riguardo a connessioni tra cibo e salute, nonché del rapporto tra i livelli di classe e il cibo.

## Stipendio e valore economico
Secondo il Bureau of Labor Statistics degli Stati Uniti, si prevede che il numero di opportunità di lavoro per i cuochi aumenterà del 6% nel periodo dal 2016 al 2026. Nel 2016 il numero di lavori per un cuoco era di 2.403.000. Si prevede che il tasso aumenterà più lentamente rispetto agli addetti alla preparazione del cibo, ai fornai e agli chef (tutti i quali dovrebbero aumentare di almeno l'8% dal 2016 al 2026).
I cuochi guadagnano circa 22.850 dollari all'anno, ovvero circa 10,99 dollari l'ora.
A ottobre 2017 il reddito medio per i cuochi in Canada era di circa 33.400 dollari canadesi all'anno.
A partire dal 2018 i cuochi in Australia hanno guadagnato circa 20,48 dollari per ogni ora di lavoro.

## Istruzione

### Italia
La qualifica sindacale di cuoco (o aiuto cuoco) si ottiene, in Italia, attraverso corsi specifici o alla fine di un percorso scolastico specifico per questo tipo di formazione professionale, di solito scuola alberghiera.

### Regno Unito
Il GCSE in inglese e matematica può aiutare le persone interessate a diventare cuochi. Tuttavia è più ricercata l'esperienza di apprendistato o una formazione in qualsiasi istituzione o corso culinario.
Ci sono alcuni college di diverse aree che forniscono programmi di formazione e sviluppo. Tra questi ci sono Galles, Inghilterra e Irlanda del Nord. Esempi di certificati o diplomi disponibili sono il Diploma in Introduzione alla cucina professionale, il Certificato in cucina generale e il Diploma in produzione alimentare e cucina (Professional Cookery, Certificate in General Cookery, e Diploma in Food Production and Cooking).

### Stati Uniti
Non c'è una serie rigorosa di risultati che una persona deve raggiungere prima di poter diventare un cuoco.
Ci sono istituzioni che forniscono programmi culinari, come le scuole di cucina professionale. Ci sono lezioni obbligatorie che trattano argomenti come sicurezza alimentare, servizi igienico-sanitari, ospitalità e cucina avanzata. Ciò dura da meno di due anni a quattro anni.
È anche noto che alcuni cuochi ricevono la loro formazione attraverso apprendistati culinari che possono essere sponsorizzati da istituti di cucina professionale o sindacati. Gli apprendistati hanno solitamente una durata di un anno e forniscono esperienza sul posto di lavoro insieme a formazione tecnica.
Sulla base dell'American Culinary Federation, i requisiti minimi per accedere a tali programmi includono l'avere 17 anni e il possesso di un diploma di scuola superiore o titolo equivalente.

## Problemi di salute
Ci sono vari problemi di salute che derivano dal lavoro in cucina. I cuochi che si occupano di carne cruda hanno la possibilità di contrarre malattie di origine alimentare. Inoltre, i cuochi corrono il rischio di inalare e toccare prodotti chimici come candeggina e detergente per vetri. Altre due potenziali preoccupazioni sono il rischio di lesioni dovute all'uso di oggetti appuntiti o al contatto con superfici calde. Un altro possibile pericolo per la salute dei cuochi sono le cadute a causa di pavimenti bagnati e scivolosi.

## Differenze regionali

### Medio Oriente
I cuochi professionisti in Medio Oriente sono prevalentemente uomini.

### Messico
I cuochi messicani si impegnano a rispettare i piatti che preparano e che essi riflettano il loro "patrimonio" e "anima". La quantità di passione che hanno si lega direttamente al modo in cui il loro cibo viene cucinato e quanto può essere saporito. I cuochi contraggono spesso e acquistano i loro ingredienti dai mercati di strada mentre le loro tortillas di mais sono fatte a mano (cosa che richiede molto tempo) o acquistate in una tortilleria (un tipo di negozio alimentare che produce e vende tortillas appena fatte).

## Galleria d'immagini

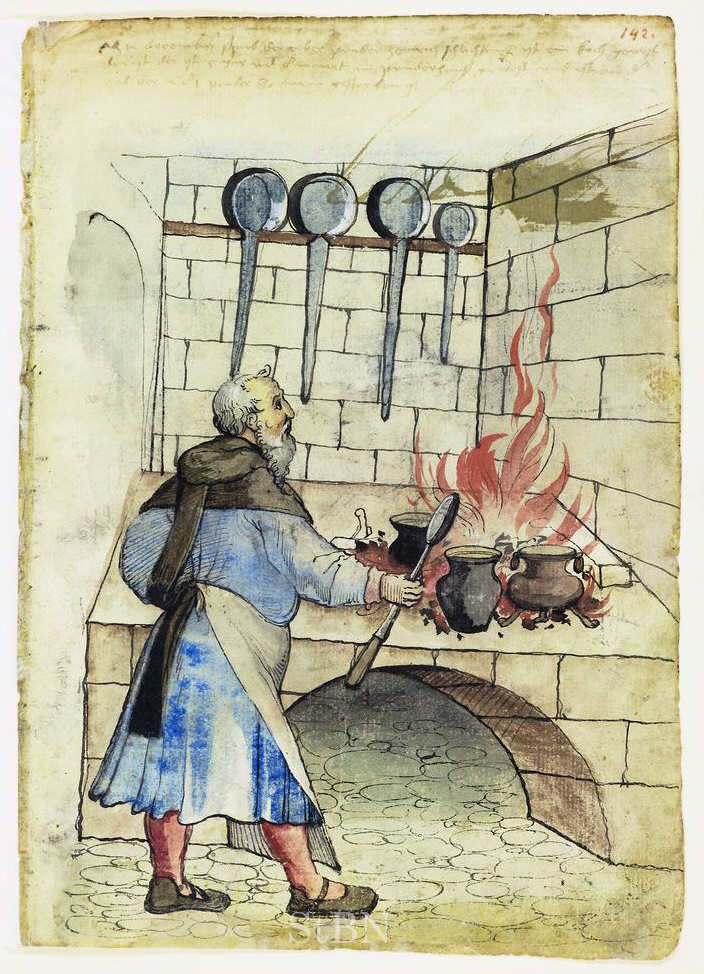
Un cuoco al lavoro (illustrazione tedesca del XV o XVI secolo).
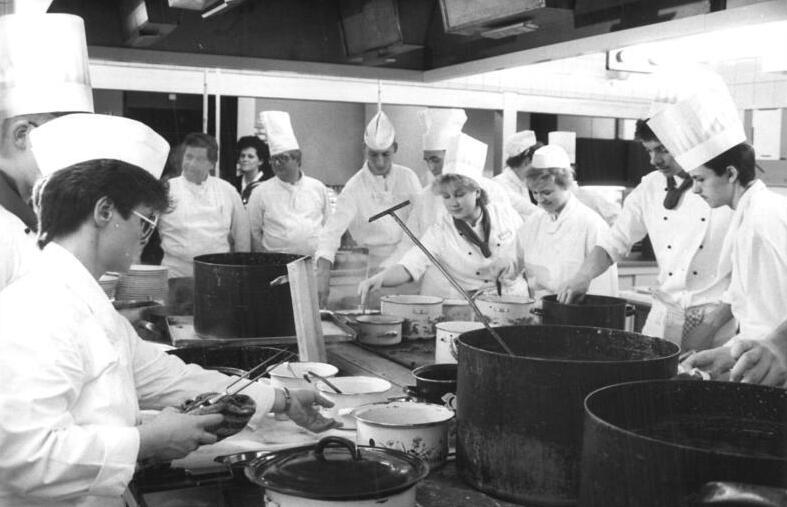
Un gruppo di cuochi professionisti e aspiranti nella cucina di un hotel (1990).
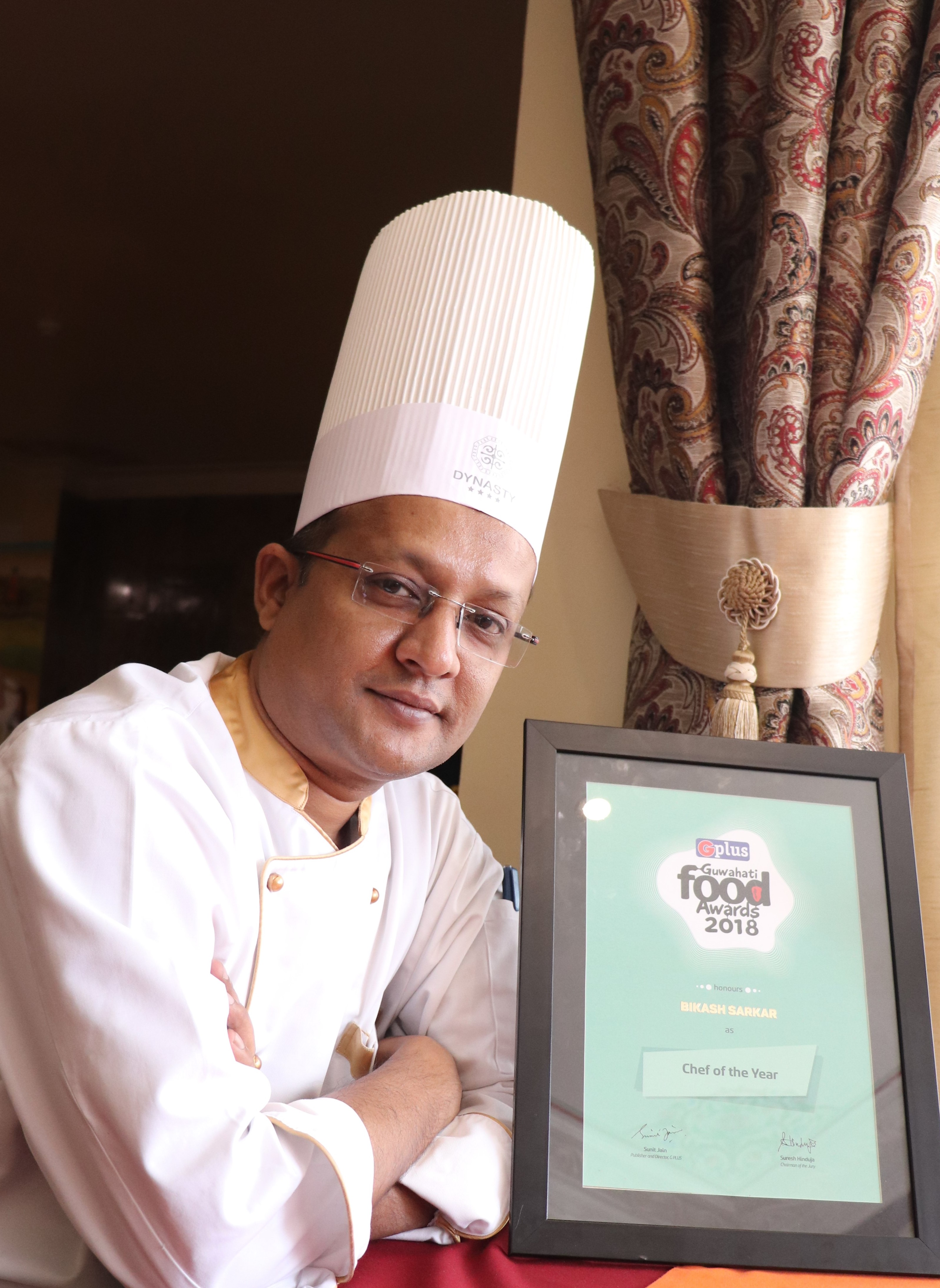
Uno chef durante il Guwahati Food Award 2018.
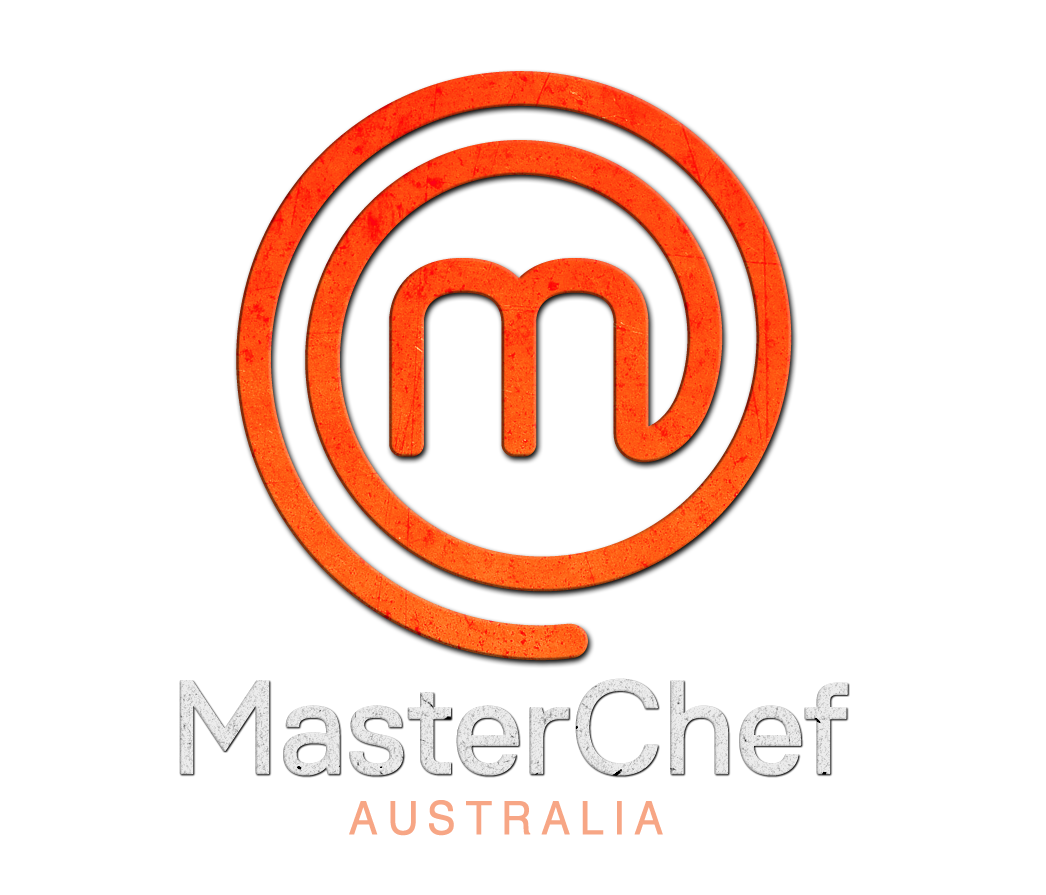
Il logo di MasterChef, un programma televisivo in cui alcuni cuochi si sfidano e sono giudicati da chef professionisti.